# غرينفيل هير
غرينفيل هير (بالإنجليزية: Grenville Hair)‏ هو لاعب كرة قدم ومدرب كرة قدم بريطاني في مركز الدفاع، ولد في 16 نوفمبر 1931 في Burton upon Trent ‏ في المملكة المتحدة، وتوفي في 7 مارس 1968 في برادفورد في المملكة المتحدة بسبب نوبة قلبية. لعب مع ليدز يونايتد.

## وصلات خارجية
- غرينفيل هير على موقع قاعدة بيانات كرة القدم.إي يو (الإنجليزية)
- غرينفيل هير على موقع Soccerbase.com (مدرب) (الإنجليزية)